# Stat al Statelor Unite ale Americii
Un stat al Statelor Unite ale Americii (în engleză, state of the United States of America, sau, pe scurt, U.S. state) este unul din cele cincizeci de state⁠(d) (deși patru dintre ele: Kentucky, Massachusetts, Pennsylvania și Virginia, preferă numele oficial de commonwealth, "stat prin asociere"), care împreună cu Districtul Columbia formează cele 50 + 1 subdiviziuni naționale ale Statelor Unite ale Americii, considerate ca stat federal și națiune independentă. 
Responsabilitatea privind suveranitatea națională este împărțită între guvernul unui stat și guvernul federal al Statelor Unite, în sensul că un cetățean american este simultan un cetățean al entității fedrale dar și al statului în care își are reședința. De fapt, cetățeniile statelor federale ale țării sunt foarte flexibile, nefiind nevoie de nici o aprobare pentru ca cineva să se mute dintr-un stat în altul, cu excepția celor condamnați la a nu părăsi statul respectiv (de ex. dacă sunt eliberați condiționat).

Hartă a Statelor Unite ale Americii cu numele tuturor statelor

Constituția Statelor Unite ale Americii desemnează împărțirea puterii între cele două forme de guvernământ în termeni generali. Prin ratificarea Constituției Statelor Unite ale Americii, oricare dintre state: 
- transferă anumite puteri suverane statului federal, spre exemplu puterea de a emite monedă;
- acceptă să împartă anumite puteri, spre exemplu puterea de a crea un corp militar al cetățenilor, cunoscut în engleză sub termenul din engleză militia;
- reține restul puterilor pentru guvernarea locală, spre exemplu autoritatea de a reglementa practicarea medicinei și a magistraturii, respectiv a avocaturii.

Educația, sănătatea, transporturile și alte tipuri de domenii legate de infrastructură sunt în general responsabilitatea statelor. Toate statele transferă, împart și mențin exact aceleași puteri. 
De-a lungul timpului, pe măsură ce constituției i-au fost aduse amendamente (astăzi existând 27 de amendamente ale Constituției SUA), interpretările și aplicarea articolelor sale în cazuri concrete s-au schimbat. Tendința generală a fost aceea spre centralizare, statului federal revenindu-i un rol mai sporit decât îl avusese inițial. De fapt, există o continuă dezbatere asupra "drepturilor statelor" (în engleză States rights) comparativ cu cele ale statului federal, care se referă la extinderea și natura puterilor pe care statele le-au dat sau cedat guvernului federal.

## Legalitatea relației

### Statutul legal la sfârșitul Războiului de Independență
În momentul adoptării Declarației de Independență față de Regatul Marii Britanii la 4 iulie 1776, cele 13 colonii au devenit juridic 13 state suverane independente, chiar dacă Marea Britanie nu a recunoscut acest fapt decât cu ocazia Tratatului de la Paris, 1783, semnat în ziua de 3 septembrie 1783 și ratificat de Congress-ul Statelor Unite pe 14 ianuarie 1784. Aceste 13 state suverane au devenit 14 în 1777, odată cu organizarea teritoriului ce cuprinde statul Vermont de azi ca Republica Vermont. Pentru o scurtă perioadă de timp, mai exact până la adoptarea Constituției SUA, aceste 13, apoi 14 entități politice au fost cu adevărat națiuni suverane.

### Uniunea într-o singură națiune
După adoptarea Articolele Confederației și ale Perpetuei Uniuni, prima constituție a celor treisprezece foste colonii britanice din America de Nord, care s-au răsculat contra Regatului Marii Britanii în 1776, aceste foste 13 colonii au devenit o confederație, o singură entitate politică, constituind de fapt prima încercare juridică, administrativă și politică a viitoarei republici federale, Statele Unite ale Americii. 

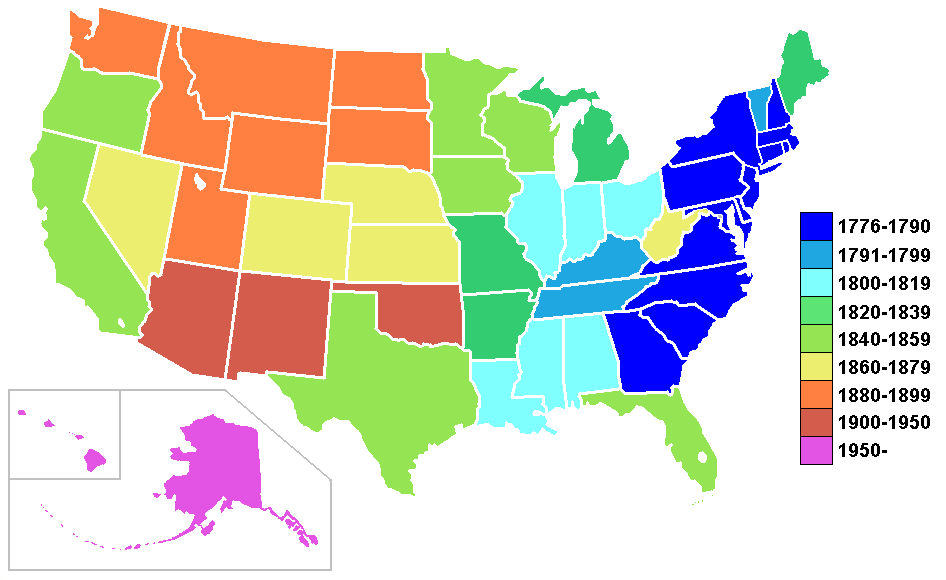
Statele Statelor Unite ale Americii după data admiterii în Uniune.

Deși conform legilor internaționale existente atunci, cele 13 state fondatoare erau o entitate politică distinctă, devenită independentă și suverană după recunoașterea sa de către Marea Britanie în 1783, aceasta era slabă și ineficace. Articolele Confederației alcătuiau o constituție neclară și lipsită de majoritatea puterilor executive la nivel central cerute de conducerea unei entități formate din state independente, statele fondatoare înseși fuseseră secătuite de război și structura confederală însăși era vag definită, aproape inactivă și slab prezentă. 
Toate aceste cauze au determinat din partea acelor oameni extraordinari, participanți în toate fazele creării Statelor Unite, supranumiți Founding Fathers, să ia măsuri excepționale de adunare a forțelor, a minților creatoare și de punere în comun a experienței și gândirii lor colective. Rezultatul a fost crearea Constituției Statelor Unite ale Americii între februarie și septembrie 1787, un act normativ puternic care corecta majoritatea deficiențelor constatate anterior. 
Astfel prin procesul de redactare și finalizare al Constituției Statelor Unite ale Americii în decursul anului 1787, respectiv prin ratificarea sa progresivă, începând cu statul Delaware la 7 decembrie 1787 și terminând cu cea a statului Rhode Island la 29 mai 1791, cele treisprezece state originare s-au alăturat treptat Uniunii moderne. 

### Relația dintre state

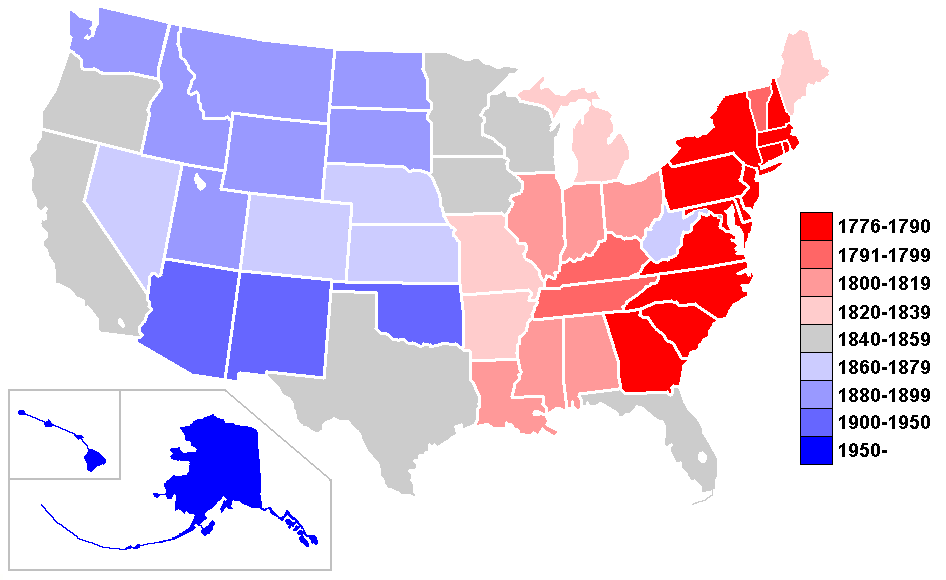
Statele Unite ale Americii aranjate după data obținerii statului de Stat al SUA

Conform articolului patru al Constituției Statelor Unite, care definește relațiile dintre state, Congresul Statelor Unite ale Americii este singura entitate a guvernului federal care puterea de a accepta noi state în Uniune. Statelor li se cere să dea "totală recunoaștere și credit" (conform originalului în engleză, "Full Faith and Credit Clause⁠(d)") tuturor actelor emise de legislaturile și curțile de justiție ale celorlalte state componente, incluzând contracte legale, judecăți în cazuri civile și penale ale statelor care au fost state care au acceptat sclavia la momentele respective. Statelor le este garantată apărarea, atât civilă cât și militară de către guvernul federal, care este de asemenea mandatat să vegheze asupra statului de republică al fiecăruia din statele componente ale Uniunii.

## Lista statelor componente ale Uniunii
Statele componente ale Statelor Unite, cu abrevierea lor poștală, abrevierea lor tradițională, capitalele lor, cele mai mari orașe și steaguri sunt prezentate în următorul tabel. Pentru o listă completă a zonelor ne-statale, teritorii și alte zone aflate sub controlul Uniunii, vedeți lista zonelor dependente de Statele Unite ale Americii. 
| Cod poștal | Tradițional               | Stat             | Capitală       | Cel mai mare (cel mai populat) oraș | Steag al statului |
| ---------- | ------------------------- | ---------------- | -------------- | ----------------------------------- | ----------------- |
| AL         | Ala.                      | Alabama          | Montgomery     | Birmingham                          |                   |
| AK         | Alaska                    | Alaska           | Juneau         | Anchorage                           |                   |
| AZ         | Ariz.                     | Arizona          | Phoenix        | Phoenix                             |                   |
| AR         | Ark.                      | Arkansas         | Little Rock    | Little Rock                         |                   |
| CA         | Cal. sau Calif.           | California       | Sacramento     | Los Angeles                         |                   |
| CO         | Colo.                     | Colorado         | Denver         | Denver                              |                   |
| CT         | Conn.                     | Connecticut      | Hartford       | Bridgeport                          |                   |
| DE         | Del.                      | Delaware         | Dover          | Wilmington                          |                   |
| FL         | Fla.                      | Florida          | Tallahassee    | Jacksonville                        |                   |
| GA         | Ga.                       | Georgia          | Atlanta        | Atlanta                             |                   |
| HI         | Hawaii                    | Hawaii           | Honolulu       | Honolulu                            |                   |
| ID         | Idaho                     | Idaho            | Boise          | Boise                               |                   |
| IL         | Ill.                      | Illinois         | Springfield    | Chicago                             |                   |
| IN         | Ind.                      | Indiana          | Indianapolis   | Indianapolis                        |                   |
| IA         | Iowa                      | Iowa             | Des Moines     | Des Moines                          |                   |
| KS         | Kan. ori Kans.            | Kansas           | Topeka         | Wichita                             |                   |
| KY         | Ky.                       | Kentucky         | Frankfort      | Louisville                          |                   |
| LA         | La.                       | Louisiana        | Baton Rouge    | New Orleans *                       |                   |
| ME         | Maine                     | Maine            | Augusta        | Portland                            |                   |
| MD         | Md.                       | Maryland         | Annapolis      | Baltimore                           |                   |
| MA         | Mass.                     | Massachusetts    | Boston         | Boston                              |                   |
| MI         | Mich.                     | Michigan         | Lansing        | Detroit                             |                   |
| MN         | Minn.                     | Minnesota        | Saint Paul     | Minneapolis                         |                   |
| MS         | Miss.                     | Mississippi      | Jackson        | Jackson                             |                   |
| MO         | Mo.                       | Missouri         | Jefferson City | Kansas City                         |                   |
| MT         | Mont.                     | Montana          | Helena         | Billings                            |                   |
| NE         | Neb.                      | Nebraska         | Lincoln        | Omaha                               |                   |
| NV         | Nev.                      | Nevada           | Carson City    | Las Vegas                           |                   |
| NH         | N.H.                      | New Hampshire    | Concord        | Manchester                          |                   |
| NJ         | N.J.                      | New Jersey       | Trenton        | Newark                              |                   |
| NM         | N.M.                      | New Mexico       | Santa Fe       | Albuquerque                         |                   |
| NY         | N.Y.                      | New York         | Albany         | New York City                       |                   |
| NC         | N.C.                      | Carolina de Nord | Raleigh        | Charlotte                           |                   |
| ND         | N.D., N.Dak. ori No. Dak. | Dakota de Nord   | Bismarck       | Fargo                               |                   |
| OH         | Ohio                      | Ohio             | Columbus       | Columbus                            |                   |
| OK         | Okla.                     | Oklahoma         | Oklahoma City  | Oklahoma City                       |                   |
| OR         | Ore. sau Oreg.            | Oregon           | Salem          | Portland                            |                   |
| PA         | Penn. ori Penna.          | Pennsylvania     | Harrisburg     | Philadelphia                        |                   |
| RI         | R.I.                      | Rhode Island     | Providence     | Providence                          |                   |
| SC         | S.C.                      | Carolina de Sud  | Columbia       | Columbia                            |                   |
| SD         | S.D. ori S.Dak.           | Dakota de Sud    | Pierre         | Sioux Falls                         |                   |
| TN         | Tenn.                     | Tennessee        | Nashville      | Memphis                             |                   |
| TX         | Tex. sau Texas            | Texas            | Austin         | Houston                             |                   |
| UT         | Utah                      | Utah             | Salt Lake City | Salt Lake City                      |                   |
| VT         | Vt.                       | Vermont          | Montpelier     | Burlington                          |                   |
| VA         | Va.                       | Virginia         | Richmond       | Virginia Beach                      |                   |
| WA         | Wash.                     | Washington       | Olympia        | Seattle                             |                   |
| WV         | W.Va.                     | Virginia de Vest | Charleston     | Charleston                          |                   |
| WI         | Wis. or Wisc.             | Wisconsin        | Madison        | Milwaukee                           |                   |
| WY         | Wyo.                      | Wyoming          | Cheyenne       | Cheyenne                            |                   |

* Înaintea "Uraganului Katrina", New Orleans era cel mai populat oraș din Louisiana. După "Katrina", populația orașului Baton Rouge a crescut substanțial. Datele bazate pe ultimul recensământ efectuat de United States Census Bureau, în anul 2000 vor indica New Orleans ca fiind cel mai populat oraș al statului Louisiana.